# Swallow Doretti
La Swallow Doretti est une voiture de sport produite de 1954 à 1955 par Swallow Coachbuilding Co. avec une vitesse de pointe de 160 km/h.

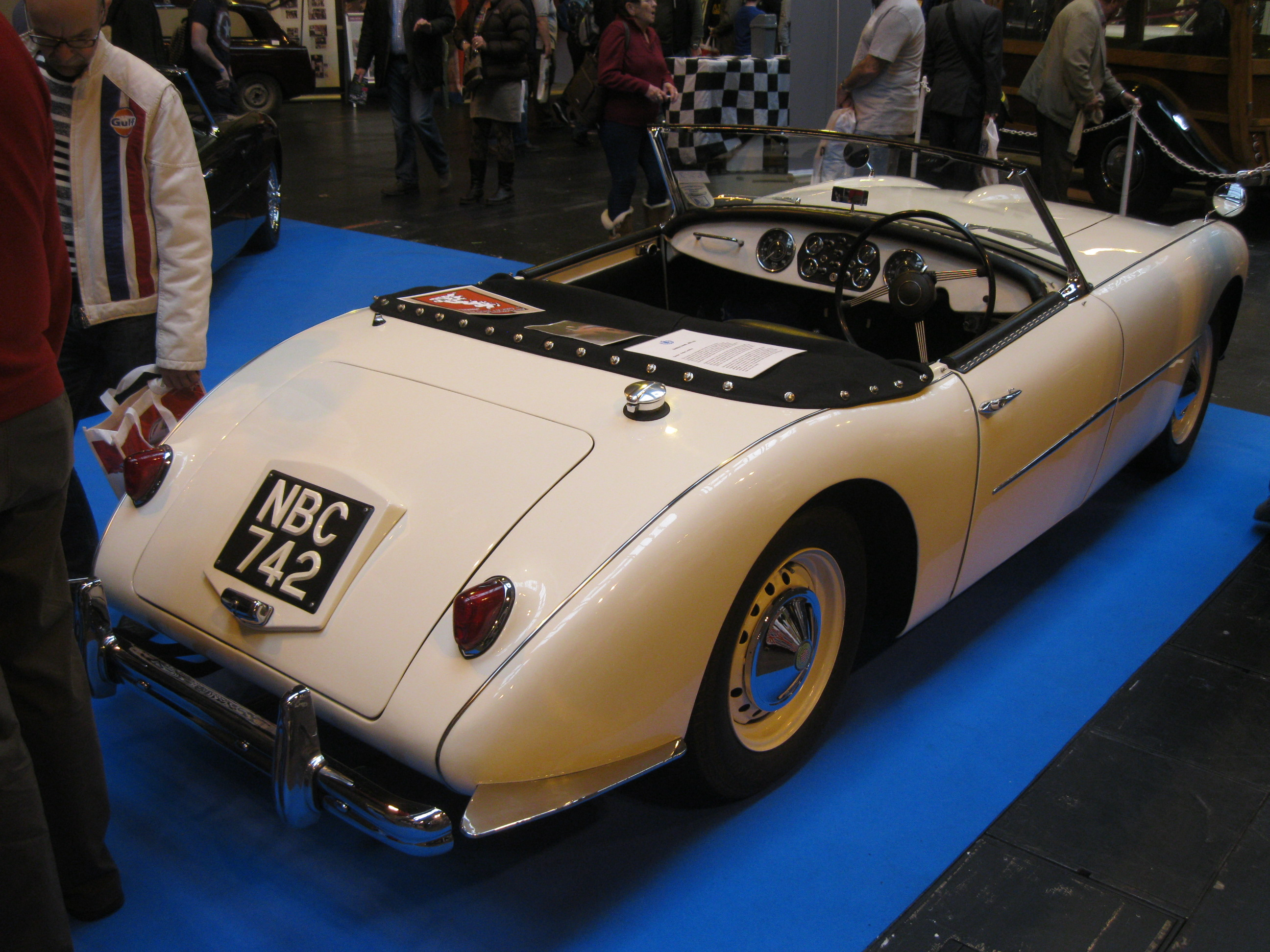
Vue arrière.